# Морске краљице
Морске краљице (енг. sea queens) били су хомосексуалци који су радили у иностранству углавном на трговачким пловилима, а описивани су пре 1960-их. Углавном су то били феминизирани хомосексуалци који су радили или као забављачи или као конобари на бродовима на кружним путовањима, често постајући 'супруге' хетеросексуалним морнарима за време путовања. Април Ашли их спомиње у својој аутобиографији, а налазе се и у приповестима хомосексуалаца који потичу из Хал-Карпентеровог усменог архива похрањеног у Британској књижници. Могли су се наћи и у морнарици као историјска монографија Hello Sailor! The Hidden History of Gay Life at Sea описује приче и искуства морских краљица из морнарице.

## Писани наратив

### Hello Sailor! The Hidden History of Gay Life at Sea
Током 1950-их и 1960-их, велики проценат геј мушкараца почео је да се придружује морнарици. У морнарици, геј мушкарци могу бити искрени о својој сексуалности. Користили су га као излаз слободе где су могли да се изразе, било да је то било кроз различиту одећу или друге особине и могли су то да ураде без страха да ће бити дискриминисани.

## Историјски контекст

### Полари
Хомосексуалци су можда користили Полари за комуникацију у овим временима. Полари је био кодирани језик који су користили геј мушкарци који је користио метафоре и шифроване или измишљене речи да би слободно причали о теми хомосексуалности, а да други око њих не знају.

### Дискриминација у Њупорту
Заједница морских краљица и све већи број гејева у морнарици није био једини догађај који се дешавао у то време. Многи други догађаји се могу повезати са порастом геј популације, али се то није увек завршило позитивном причом. Један важан догађај се може присетити из примера у Њупорту, Роуд Ајленд, где су геј, мушки морнари били на мети војске, дискриминисани, па чак и хапшени ако се утврди да су геј.